# Super Bowl LII
El Super Bowl LII fue la 52.ª final de la NFL y la 48.ª de la era moderna. La disputaron los New England Patriots y Philadelphia Eagles, el 4 de febrero de 2018. El campeón fue  Philadelphia Eagles con un marcador de 41-33, siendo así su primer Super Bowl conseguido.
El cantautor estadounidense Justin Timberlake fue el artista que encabezó el espectáculo de medio tiempo.[cita requerida]
El partido empezó con los Philadelphia Eagles, poniéndose por delante en el marcador, y los New England Patriots a rebufo suyo todo el partido hasta el último cuarto, donde momentáneamente los Patriots se pusieron por delante 33-32, dando la sensación de que podrían realizar una nueva remontada como en el Super Bowl anterior. Finalmente, tras otro touchdown de los Eagles, en un partido muy ofensivo y vistoso para el espectador, Tom Brady perdió el balón a 2 minutos de la final provocando que los Eagles ganen por primera vez en su historia el Super Bowl.

## Antecedentes

### Proceso de selección del Anfitrión
El 8 de octubre de 2013, la liga anunció los siguientes tres candidatos para ser anfitrión del Super Bowl LII:
- U.S. Bank Stadium de Minneapolis, Minnesota. Minneapolis fue sede de la Super Bowl de 1992 en el estadio Hubert H. Humphrey Metrodome, pero fue derribado después de la temporada del 2013, y en el transcurso del 2014 y 2015, el U.S. Bank Stadium fue construido en el mismo sitio.[3][4][5]

- Lucas Oil Stadium en Indianápolis, Indiana. Anteriormente fue anfitrión del Super Bowl XLVI en 2012.

- Mercedes-Benz Superdome en Nueva Orleans, Louisiana. El Superdome ha recibido previamente el Super Bowl en siete ocasiones, la más reciente Super Bowl XLVII en 2013 (Nueva Orleans ha sido sede del Super Bowl en diez ocasiones en total). Nueva Orleans celebra su tricentenario en 2018.
  - Resultado: Minneapolis fue seleccionado como anfitrión en la reunión de los dueños de la liga celebrada en Atlanta el 20 de mayo de 2014.[6]

Participantes
Los New England Patriots avanzaron al Super Bowl como la franquicia mejor sembrada de la AFC con marca de 13-3, venciendo en Postemporada a los Tennessee Titans  35-14 en la ronda Divisional, y a los Jacksonville Jaguars  24-20 en la Final de Conferencia.
Los Philadelphia Eagles avanzaron al Super Bowl como la franquicia mejor sembrada de la NFC con marca de 13-3, venciendo en Postemporada a los Atlanta Falcons 15-10 en la ronda divisional, y a los Minnesota Vikings  38-7 en la Final de Conferencia

##### Polémicas
Los fans de ambos equipos fueron sorprendidos al ver que el jugador estrella Malcolm Butler de los Patriots fue banqueado antes del partido. La defensa de los Patriots permitió 374 yardas por aire, lo cual ha llevado a mucha discusión sobre porque no jugó Butler. Se ha dicho que Butler tuvo una pelea con ex-coordinador defensivo Matt Patricia, lo que llevó a la decisión.Hasta hoy en día, la historia detrás de este suceso es vista en documentales como The Dynasty: New England Patriots (2024).

## Entretenimiento

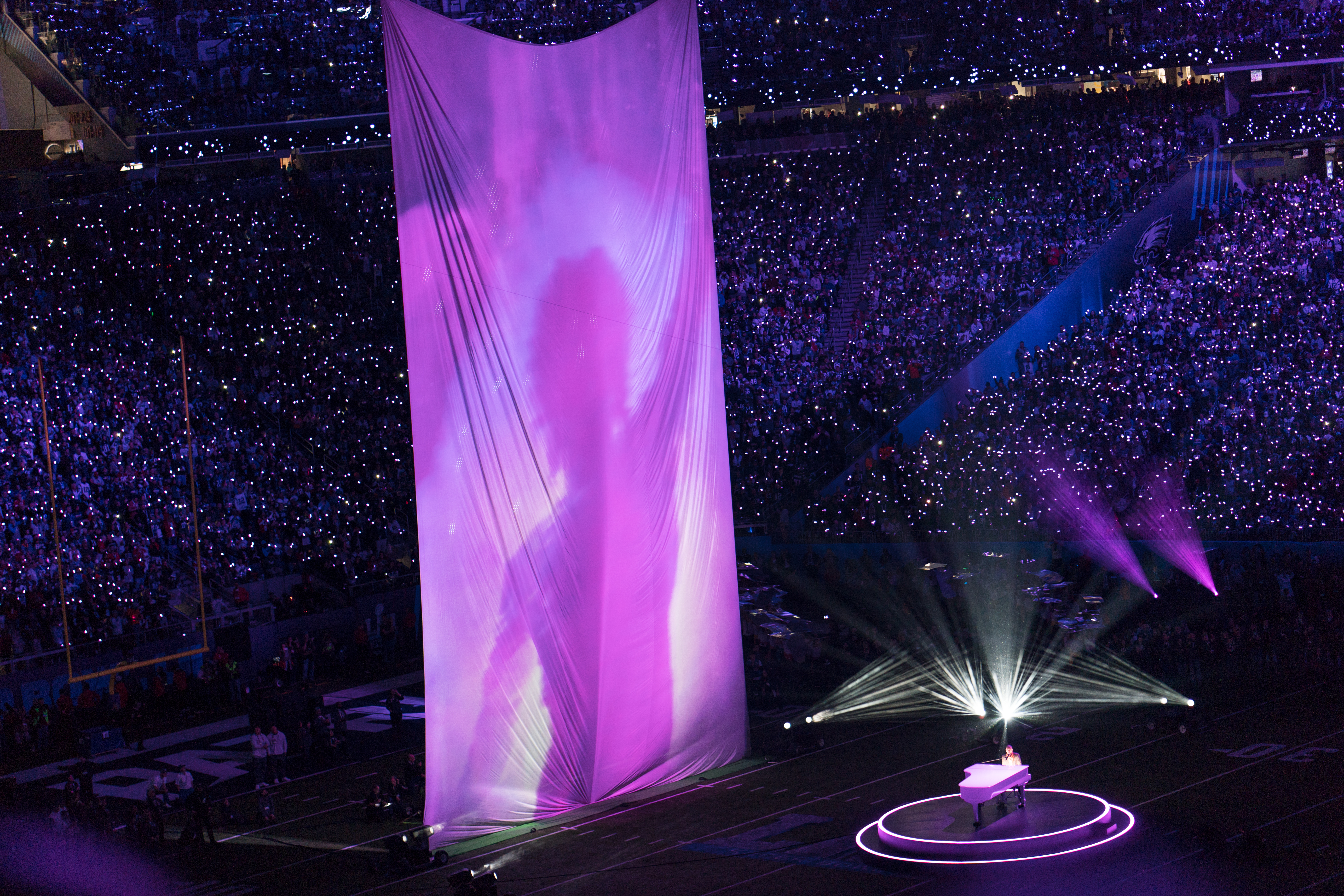
Show de medio tiempo del Super Bowl LII

### Espectáculo de medio tiempo
A mediados de julio y agosto de 2017, la prensa comenzó a especular sobre los posibles artistas que actuarían en el espectáculo de medio tiempo del Super Bowl LII, con varios medios mencionando a Pink, Taylor Swift, Justin Bieber y Rihanna. Algunos llegaron a confirmar que Britney Spears sería quien encabezaría la actuación, pero esto fue rápidamente desmentido por Pepsi. El 27 de septiembre de ese año, la revista Us Weekly, la cual había dado la exclusiva sobre la selección de Lady Gaga el año anterior, aseguró que Justin Timberlake sería quien encabezaría el espectáculo y que de momento no se esperaban invitados especiales para la actuación. El 22 de octubre, durante el programa Sunday Night Football, la NFL confirmó que, en efecto, sería Timberlake quien llevaría a cabo la presentación.
La cantante pop Pink interpretó el The Star-Spangled Banner en el Super Bowl. Fue la primera vez que la cantante de 38 años participó en el célebre evento deportivo.